# یون جو سانگ
یون جو سانگ (کره‌ای: 윤주상؛ زادهٔ ۲۵ ژوئن ۱۹۴۹) بازیگر اهل کره جنوبی است. در سال ۲۰۰۹، او جایزه بهترین بازیگر نقش مکمل مرد در جوایز درامای کی‌بی‌اس سال ۲۰۰۹ به خاطر ایفای نقش در آیریس دریافت کرد.

## فیلم‌شناسی
- گزیدهٔ فیلم‌شناسی

### فیلم
- پادشاه و دلقک (۲۰۰۵)

### مجموعه‌های تلویزیونی
- نقاش باد (اس‌بی‌اس، ۲۰۰۸)
- آیریس (کی‌بی‌اس۲، ۲۰۰۹)
- بزرگ (کی‌بی‌اس۲، ۲۰۱۲)
- آرانگ و دادرس (ام‌بی‌سی، ۲۰۱۲)
- مدرسه ۲۰۱۳ (کی‌بی‌اس۲، ۲۰۱۲–۲۰۱۳)
- می‌توانم صدایت را بشنوم (اس‌بی‌اس، ۲۰۱۳)
- زوج اورژانسی (تی‌وی‌ان، ۲۰۱۴) (حضور افتخاری، قسمت ۱)
- دکتر جان (اس‌بی‌اس، ۲۰۱۹)
- شکارچیان شگفت‌انگیز (اوسی‌ان، ۲۰۲۰)
- نقل مکان به بهشت (نتفلیکس، ۲۰۲۱) (حضور افتخاری، قسمت ۸)
- وکیل وو خارق‌العاده (ئی‌ان‌ای، ۲۰۲۲)[۵]